# Изабела Роселини
Изабела Роселини (на италиански: Isabella Fiorella Elettra Giovanna Rossellini) е италианска актриса.

## Биография
Тя е дъщеря на голямата шведска актриса Ингрид Бергман и на италианския кинорежисьор Роберто Роселини. Тя има по-възрастен брат Роберто Ингмар и сестра близначка Изота, както и една полусестра Пия Линдстрьом (дъщеря на майка ̀ѝ и Петер Линдстрьом).
Когато е на пет години, родителите ѝ се разделят. Тя живее при детегледачката си в апартамент срещу този на Роберто Роселини и страда от сколиоза.
Започва работа като модистка и журналистка най-вече в Ню Йорк. От 1982 до 1993 г. е модел на френската козметична фирма Lancôme. От 1994 г. Изабела продуцира своя козметична серия.
През 1976 г. играе с майка си във филма „A Matter Of Time“. След това участва в други филми.
От 1979 до 1983 Изабела Роселини е омъжена за режисьора Мартин Скорсезе, по-късно с модела Йонатан Видеман. Има две деца – Елетра Роселини Видеман (* 1983) и Роберто (* 1993).
През 2008 г. участва като режисьорка на Green Porno (поредица кратки филми за сексуалното поведение на различни животни – глисти, охлюви, паяци и др.) в международния кинофестивал Берлинале. Става ръководител на филмовото жури на Berlinale 2011.
Автор е на три книги: „Some of Me“ (1997 г.), „Looking at Me“ (2002 г.) и на посветената на баща ѝ „Remembering Roberto Rossellini“ (2006 г.).

## Произведения
- Isabella Rossellini: Biography Архив на оригинала от 2007-01-29 в Wayback Machine., 29.1.2007 Flash
- Rossellini, Isabella, Some of Me, Random House, 1997, New York, ISBN 0-679-45252-4
- Rossellini, Isabella, Looking at Me (on pictures and photographers), Schirmer Art, 2002, Munich, ISBN 3-8296-0057-7
- Rossellini, Isabella, In the Name of the Father, the Daughter and the Holy Spirits, Remembering Roberto Rossellini, Haus Publishing, 2006, London, ISBN 1-904950-91-4

## Филмография

### Кино
- A Matter of Time (1976)
- Il Prato (The Meadow)
- Il Pap'occhio (1980)
- White Nights (1985) Darya Greenwood
- Blue Velvet (1986) Dorothy Vallens
- Oci Ciornie (1987)
- Tough Guys Don't Dance (1987) Madeleine Regency
- Siesta (1987) Marie
- Zelly and Me (1988)
- Cousins (1989)
- Red Riding Hood (1989) Lady Jean
- Wild at Heart (1990)
- Dames Galantes (1990)
- Caccia Alla Vedova (1991)
- Смъртта ѝ прилича (1992) като Лизле фон Роман
- The Pickle (1993)
- The Innocent (1993)
- Fearless (1993) Laura Klein
- Wyatt Earp (1994)
- Immortal Beloved (1994)
- Croce e delizia (1995)
- Big Night (1996)
- The Funeral (1996)
- The Odyssey (TV miniseries, 1997)
- Left Luggage (1998)
- The Impostors (1998)
- Merlin (1998)
- Il Cielo cade (2000)
- Empire (2002)
- Roger Dodger (2002)
- The Tulse Luper Suitcases, Part 1: The Moab Story (2003)
- The Saddest Music in the World (2003)
- The Tulse Luper Suitcases, Part 2: Vaux to the Sea (2004)
- King of the Corner (2004)
- Heights (2004)
- La Fiesta Del Chivo (2005)
- My Dad is 100 Years Old (2005)
- The Architect (2006)
- Infamous (2006)
- Infected (2006)
- Shorts in Motion: The Art of Seduction, Oh La La (2006)
- The Last Jews of Libya (2007)
- The Accidental Husband (2008)
- Green Porno (2008)
- Two Lovers (2009)
- My Dog Tulip (2009)
- The Solitude of Prime Numbers (2010)
- Химера (2023) като Флора
- Конклав (2024) като сестра монахиня Агнес

### Телевизия
- The Tracey Ullman Show (3 episodes, 1989 – 1990)
- Ivory Hunters (1990)
- Lies Of the Twins (1991)
- Fallen Angels (TV series, 1 episode, 1993)
- The Gift (1994)
- Tales from the Crypt (TV series, 1 episode, 1995)
- Friends (1 episode, 1996)
- Crime of the Century (1996)
- Chicago Hope (2 episodes, 1997)
- The Odyssey (TV miniseries, 1997)
- Merlin (1998)
- The Simpsons (1 episode, in 'Mom and Pop Art' 1999)
- Don Quixote (2000)
- Napoleon (miniseries, 2002)
- Monte Walsh (2003)
- Legend of Earthsea (2004)
- Alias (TV series, 5 episodes, 2004 – 2005)
- Filthy Gorgeous (2006)
- Discovery Atlas: Italy Revealed (2006)
- Iconoclasts (TV series, 2006)
- 30 Rock (2 episodes, 2007)
- Green Porno (Sundance Channel)-18 episodes (2008 – 2009)
- The Phantom (2009)

### Театър
- The Stendhal Syndrome (2004)